# Yin Hung
Yin Hung is een computerspel in het platform-genre voor het mobiele besturingssysteem Symbian, ontwikkeld door het Nederlandse Team Hoi en uitgebracht door het Nederlandse bedrijf Overloaded in 2003.

## Publicatie
Yin Hung werd in 2003 uitgegeven voor het mobiele besturingssysteem Symbian, dat toen werd gehanteerd door de Nokia-modellen 3650, 6600, 7650 en N-Gage. De game kreeg een 8 uit 10 in een recensie van FOK!.

## Laatste samenwerking
Yin Hung was de laatste samenwerking van de Team Hoi leden Reinier van Vliet en Metin Seven.

## Platforms
| Jaar | Platform |
| ---- | -------- |
| 2003 | Symbian  |

## Ontvangst
| Beoordeeld door | Platform | Datum         | Score |
| --------------- | -------- | ------------- | ----- |
| FOK!            | Symbian  | november 2003 | 8/10  |
| MJOY magazine   | Symbian  | november 2003 | goed  |